# Olga Stande-Armatys
Olga Stande-Armatys (Standé) (ur. 6 grudnia 1922 w Wiedniu) – nauczycielka matematyki, autorka podręczników i zbiorów zadań do algebry, autorka opracowań metodycznych.

## Życiorys
Córka Stanisława Standego (1897–1937), poety, tłumacza oraz działacza komunistycznego i Zofii Lilien (1896–1944). W 1939 r. ukończyła Liceum Krzemienieckie i rozpoczęła studia na Wydziale Matematyczno-Fizycznym Uniwersytetu Jana Kazimierza we Lwowie, którego dziekanem był Stefan Banach. Naukę przerwała po agresji Niemiec na ZSRR i przeniosła się do Krakowa. Tam ukończyła kurs biurowy i w latach 1942–1944 pracowała w firmie Herman Briegert, Honig, Wild, Geflügel. Od 1943 r. była łączniczką krakowskiego oddziału Polskiej Partii Socjalistycznej – Wolność, Równość, Niepodległość (PPS–WRN). W konspiracji miała pseudonim Wanda. Napisała wspomnienia z konspiracji, które obejmują okres 1943–1945 i dotyczą m.in. pracy w nasłuchu radiowym dla Krakowskiej Agencji Radiowej. 
W 1946 r. rozpoczęła studia w pedagogiczne na Wydziale Humanistycznym Uniwersytetu Łódzkiego, gdzie zajęcia prowadzili m.in.: Józef Chałasiński, Helena Radlińska, Ryszard Wroczyński, Aleksander Kamiński, Irena Lepalczyk. Podjęła też fakultet matematyczny. W połowie 1947 r. została jednak aresztowana (prawdopodobnie za działalność w PPS–WRN). Po zwolnieniu z aresztu w styczniu 1949 r. kontynuowała studia. W 1950 r. uzyskała tytuł magistra pedagogiki, a w 1952 r. magistra matematyki. Pracowała jako nauczyciel matematyki w  XII Państwowym Koedukacyjnym Gimnazjum i Liceum w Łodzi. Od 1956 do 1996 r. pracowała w I Liceum Ogólnokształcącym im. Mikołaja Kopernika w Łodzi. Jest współautorką wielokrotnie wydawanych: podręcznika do algebry dla liceum ogólnokształcącego, zbioru zadań z algebry oraz artykułów dotyczących matematyki w szkole średniej. Od sierpnia 1999 r. jest członkiem honorowym Komitetu Głównego Olimpiady Matematycznej. 
Jej mężem był A. Armatys.